# Marco Grüll
Marco Grüll, né le 6 juillet 1998 à Schwarzach im Pongau en Autriche, est un footballeur international autrichien évoluant au poste d'ailier gauche au Werder Brême.

## Biographie

### En club
Né à Schwarzach im Pongau en Autriche, Marco Grüll commence sa carrière dans les divisions inférieures du football autrichien, avec notamment le TSV St. Johann.
En janvier 2019 il rejoint le SV Ried, pour un contrat courant jusqu'en mai 2021, le club évolue alors en deuxième division autrichienne.
Avec le SV Ried il découvre la première division autrichienne, jouant son premier match dans la compétition le 13 septembre 2020, lors de la première journée de la saison 2020-2021 face au WSG Swarovski Tirol. Titulaire lors de cette rencontre, il se fait remarquer en inscrivant son premier but sur un penalty qu'il a lui-même provoqué. Il contribue ainsi à la victoire de son équipe par trois buts à deux.
Alors qu'il est en fin de contrat avec le SV Ried à la fin de la saison 2020-2021, Marco Grüll est annoncé au Rapid Vienne en février 2021. Le joueur rejoindra le club lors de l'été et signe pour un contrat courant jusqu'en 2024.
Grüll se montre décisif dès sa première apparition sous ses nouvelles couleurs, le 16 juillet 2021, lors d'une rencontre de coupe d'Autriche face au SC Wiener Viktoria.
En fin de contrat en juin 2024 avec le Rapid Vienne, Marco Grüll rejoint librement le Werder Brême. Le transfert est annoncé dès le 5 février 2024.
Grüll marque son premier but pour le Werder le 20 octobre 2024, lors d'une rencontre de championnat face au VfL Wolfsburg. Il est titularisé et participe à la victoire de son équipe par quatre buts à deux.

### En équipe nationale
Le 15 octobre 2019, Marco Grüll joue son premier match avec l'équipe d'Autriche espoirs, face à l'Angleterre. Il entre en jeu à la place de Kelvin Arase, et son équipe s'incline sur le score de cinq buts à un.
En octobre 2021, Marco Grüll est convoqué pour la première fois avec l'équipe nationale d'Autriche par le sélectionneur Franco Foda, en raison notamment de plusieurs forfaits sur blessure. Il honore sa première sélection le 12 octobre 2021, en étant titularisé contre le Danemark. Son équipe s'incline par un but à zéro ce jour-là.
Le 7 juin 2024, il fait partie de la liste des 26 joueurs convoqués par Ralf Rangnick pour disputer l'Euro 2024.